# FIFA Manager 11
FIFA Manager 11 é um jogo eletrônico de futebol lançado em outubro de 2010, desenvolvido pela Bright Future e publicado pela Electronic Arts, onde o papel do jogador é assumir as várias partes da gestão de um clube de futebol, desde os treinos, à escolha de equipa, bem como merchandising, contratos publicitários ou gestão do estádio.